# Horst Mittelstaedt (Staatssekretär)
Horst Mittelstaedt (* 16. September 1922 in Ströbitz, Landkreis Cottbus; † 3. Juli 2023) war ein deutscher Jurist und ehemaliger politischer Beamter (FDP).

## Biografie
Horst Mittelstaedt studierte nach dem Kriegsdienst im Zweiten Weltkrieg ab 1946 Rechtswissenschaften und wurde 1953 in Köln mit einer Arbeit über Gemeinschaftseinrichtungen kreisangehöriger Gemeinden in der Bundesrepublik unter besonderer Berücksichtigung der Amtsverfassungen zum Dr. iur. promoviert. Er trat anschließend in den Dienst des Landes Nordrhein-Westfalen ein, wo er nach Beförderungen zum Regierungsassessor (1954), Regierungsrat (1956), Oberregierungsrat (1960), Regierungsdirektor (1963), Ministerialrat (1965) und Leitenden Ministerialrat (1966) im Jahr 1967 zum Regierungsvizepräsidenten des Regierungsbezirks Düsseldorf ernannt wurde.
Vom 8. September 1970 bis zum 30. September 1973 amtierte er als Staatssekretär im Kultusministerium von Nordrhein-Westfalen. Im Zusammenhang mit privater Nutzung eines Dienstwagens wurde er in den einstweiligen Ruhestand versetzt. Anschließend war er als Rechtsanwalt tätig.
Im September 2022 feierte er als ältestes Mitglied des FDP-Ortsvereins Neuss seinen 100. Geburtstag.